# Семенов Юрій Кузьмич
Ю́рій Кузьми́ч Семе́нов (25 лютого 1932, місто Шахти Північно-Кавказького краю, тепер Ростовської області, Російська Федерація — 27 березня 2020, місто Москва) — радянський діяч, генеральний директор виробничого енергетичного об'єднання «Донбасенерго», міністр енергетики і електрифікації СРСР. Депутат Верховної Ради УРСР 9—10-го скликань.

## Біографія
Народився в родині шахтаря.
Освіта вища. У 1954 році закінчив Харківський політехнічний інститут.
У 1954—1955 роках — стажист, водогляд, кочегар, старший кочегар, начальник зміни цеху, у 1955—1962 роках — черговий інженер, заступник начальника цеху, начальник котельного цеху Зуївської ДРЕС Сталінської області.
Член КПРС з 1957 року.
У 1962—1964 роках — начальник котельного цеху, заступник директора з капітального будівництва, у 1964—1965 роках — секретар партійної організації Слов'янської ДРЕС Донецької області.
У 1965—1969 роках — інструктор відділу важкої промисловості, помічник 1-го секретаря Донецького обласного комітету КПУ.
У 1969—1973 роках — директор Вуглегірської ДРЕС міста Дебальцеве Донецької області.
У 1973—1976 роках — керуючий районного енергетичного управління «Донбасенерго» в місті Горлівці. У 1976—1980 роках — генеральний директор виробничого енергетичного об'єднання «Донбасенерго» в місті Горлівці Донецької області.
У 1980—1984 роках — заступник міністра енергетики та електрифікації СРСР.
У 1984—1986 роках — завідувач відділу палива та енергетики Управління справами Ради Міністрів СРСР. У 1986—1989 роках — заступник голови Бюро Ради Міністрів СРСР з паливно-енергетичного комплексу.
У липні 1989 — листопаді 1991 року — міністр енергетики і електрифікації СРСР.
З січня 1992 року — академік-секретар секції «Електроенергетика» Інженерної академії Російської Федерації, голова ради директорів акціонерного товариства «Енерготехбізнес» у Москві.
Потім — на пенсії в місті Москві.

## Нагороди
- орден Жовтневої Революції
- два ордени Трудового Червоного Прапора
- орден «Знак Пошани»
- медалі
- значок «Почесний енергетик СРСР»
- Заслужений енергетик СНД
- Заслужений інженер Російської Федерації
- Почесний енергетик Російської Федерації
- Почесний енергетик України (2004)